# Dorceus trianguliceps
Dorceus trianguliceps is een spinnensoort uit de familie van de fluweelspinnen (Eresidae).
De wetenschappelijke naam van de soort werd in 1910 gepubliceerd door Eugène Simon.